# Universidade da Gronelândia
A Universidade da Gronelândia (em gronelanês Kalaallit Nunaata Universitetia ou Ilisimatusarfik) é uma universidade pública localizada em Nuuk, na Gronelândia. É a única instituição de ensino universitário na Gronelândia. A maioria dos cursos são ministrados em dinamarquês e alguns em gronelandês.
Em 2007 a universidade tinha aproximadamente 150 alunos, sendo quase todos habitantes locais, 14 docentes e 5 funcionários técnico-administrativos. O modesto número de estudantes deve-se, em parte, à política governamental que permite a qualquer gronelandês um ensino universitário gratuito em qualquer parte da Europa ou América do Norte.
A sua biblioteca conta com aproximadamente 18.000 livros.

## Departamentos
A universidade tem quatro departamentos:
- Departamento de Gestão e Economia (4 docentes, 55 estudantes)
- Departamento de Língua, Literatura e Estudo dos Media (4 docentes, 35 estudantes)
- Departamento de História Social e Cultural (4 docentes, 45 estudantes)
- Departamento de Teologia (2 docentes, 15 estudantes)

A universidade concede licenciaturas em todos os departamentos, e mestrados em todas as áreas excepto Teologia. Também oferecem programas de doutoramento, que na actualidade são frequentados por 5 alunos.